# Juan Ferrero
Pour les articles homonymes, voir Ferrero (homonymie).
Fidel Colino Ferrero dit Juan Ferrero (Puente Almuhey, Valderrueda, León, 5 avril 1918 - Bordeaux, 17 juin 1958), est un athlète espagnol et Bodybuilder de stature internationale. Il a obtenu à Londres en 1952 le premier titre toutes catégories de Mister Univers NABBA.
Résident en France depuis l'enfance, il est mort à Bordeaux dans un accident de voiture.

## Biographie
Juan Ferrero (de son vrai nom Fidel Colino Ferrero) est né le 5 avril 1918 dans la petite ville de Puente Almuhey, commune de Valderrueda (León, Espagne), où son père, Alfonso Ferrero, était  commis dans une usine de charbon. En 1925, sa famille émigre en France et s'installe à Bordeaux.
En 1952, Juan Ferrero remporte au Scala Theatre de Londres le titre Mr. Universe NABBA, organisé pour la première fois dans la catégorie professionnelle. Du fait de son statut d'émigré et la position politique de sa famille, opposée au Franquisme, la réussite sportive de Ferrero et sa notoriété internationale n'ont qu'un faible impact en Espagne. Toutefois, Ferrero n'a jamais caché ses origines et met toujours en avant sa nationalité espagnole.
Ferrero est décédé le 17 juin 1958 dans un accident de voiture dont il est la seule victime. La Renault Dauphine dans laquelle il voyageait avec quatre autres personnes s'est renversée dans un virage.

## Palmarès
- 1952 - NABBA Mr. Universe Pro : 1er
- 1952 - NABBA Mr. Universe : 1er
- 1951 - NABBA Mr. Universe : 1er
- 1950 - NABBA Mr. Universe : 1er